# Praina irazuna
Praina irazuna är en fjärilsart som beskrevs av Max Wilhelm Karl Draudt 1924. Praina irazuna ingår i släktet Praina och familjen nattflyn. Inga underarter finns listade i Catalogue of Life.